# Сибирь. Монамур
«Сибирь. Монамур» — российский фильм 2011 года в жанре драмы, поставленный режиссёром Славой Россом. Фильм получил семьдесят призов на международных кинофестивалях.
В конце 2011 года фильм был представлен в рамках Недели российского кино в Нью-Йорке.

## Сюжет
В заброшенной деревне Монамур в глухой сибирской тайге живут старик-старовер Иван с семилетним внуком Лёшкой. Вокруг на многие километры — никого, только свора одичавших собак, уничтоживших всю дичь. С одной из этих собак, Клыком, подружился Лёшка. Старик не может больше охотиться. От голода спасает дядя Юра, родственник старика из ближайшей жилой деревни, который привозит немного продуктов, но и эта помощь прекращается. Анна, жена Юры не хочет больше помогать упрямому старику, не желающему переехать к ним в деревню. В тайге появляются мародёры Ганя и Малой, промышляющие по заброшенным деревням поиском старинных икон… Капитан, прошедший две кавказские войны, и его шофёр Железняк, посланные подполковником «на задание» — в город за проституткой, тоже оказываются в этом Богом забытом месте…

«…Дед очень религиозный, но он настолько разочарован в людях, что не может их любить. Он даже мальчику не в состоянии высказать любовь, которая есть у него внутри. С мальчиком случается беда, и старик вынужден идти через тайгу за спасением к людям — к тем, кого он глубоко презирает. Но только человек может помочь человеку. В одной русской молитве я прочитал, что милосердие выше справедливости. Для меня эта фраза является ключевой…».
— Слава Росс, режиссёр и автор сценария

## В ролях
- Пётр Зайченко — Дед Иван
- Миша Процько — Лёшка
- Лидия Байрашевская — Анна
- Николай Козак — Капитан
- Сергей Новиков — Дядя Юра
- Соня Росс — Люба
- Максим Емельянов — Железняк
- Сергей Пускепалис — подполковник
- Юрий Гумиров — майор
- Сергей Цепов — Захар
- Юрис Лауциньш — Ганя
- Вячеслав Ковалёв — Малой
- Марианна Шульц — Натали
- Ольга Кузьмина — Вера
- Софья Скурихина — Даша
- Стефания Скурихина — Стеша

## Съёмочная группа
- Автор сценария и режиссёр-постановщик — Слава Росс
- Операторы-постановщики — Юрий Райский, Алексей Тодоров
- Художник-постановщик — Григорий Пушкин
- Композитор — Айдар Гайнуллин
- Художник по костюмам — Мария Ртищева
- Художник по гриму — Валентина Мочалина
- Звукорежиссёр — Арсений Троицкий
- Режиссёр монтажа — Игорь Литонинский
- Дрессировщики — Елена Кузьмина и Ирина Афанасьева
- Директора съёмочной группы — Владимир Воркуль, Александр Жигун
- Генеральный продюсер — Павел Скурихин
- Исполнительный продюсер — Юлия Леонова (Ермолаева)
- Ассоциированный продюсер — Андрей Скурихин
- Продюсеры — Вадим Жук, Слава Росс, Игорь Чекалин

## Производство
Декорация заброшенной деревни Монамур была построена художником фильма Григорием Пушкиным в трёх километрах от деревни Малый Унгут Манского района Красноярского края, на реке Мана.
В монтаже фильма принял участие Люк Бессон.

## Прокат
Права на прокат фильма по всему миру приобрела кинокомпания EuropaCorp.
По обзору журнала «Кинобизнес сегодня» фильм «Сибирь. Монамур» стал самым убыточным фильмом России 2011 года (среди картин с бюджетом не менее 3,5 млн долларов (100 млн рублей). В российском прокате (дистрибьютор — «Экспонента») фильм собрал 22 700 долларов (на 34 копиях) при бюджете 3,5 млн долларов.

## Награды и номинации
Фильм удостоился семидесяти призов на российских и международных кинофестивалях.
- Фестиваль «Дух огня» в Ханты-Мансийске[8]:
  - Главный приз «Золотая тайга» — фильму «Сибирь, Монамур».
  - Приз им. Александра Абдулова за лучшее исполнение мужской роли — Петру Зайченко.
- 10-й Римский независимый кинофестиваль (Rome Independent Film Festival (RIFF), Рим, Италия: 
  - Премия за лучший иностранный фильм за фильм «Сибирь. Монамур»[9].
- XIX фестиваль Российского кино «Окно в Европу» в Выборге — 2011[10]:
  - Главный приз фестиваля — Петру Зайченко («Сибирь, Монамур», «Дом») за выдающееся актерское мастерство.
  - Специальный приз жюри за режиссуру — Славе Россу.
  - Приз союза журналистов за лучший сценарий — Славе Россу.
- Brooklyn International Film Festival, Бруклин, New York, USA:
  - Премия Best New Director за фильм «Сибирь. Монамур»[11].
- Valencia International Film Festival Cinema Jove 2011. Валенсия, Испания:
  - Главный приз LUNA DE VALENCIA to the best feature film[12].
- International Film Festival Tofifest 2011 в г.Торунь, Польша[13]:
  - Award for best director — Slava Ross.
  - Award them. Zygmunt Kałużyński the most inspiring scene in the film competition — «Siberia. Monamour».
- МКФ «Балтийские дебюты» 2011, г. Калининград:
  - Приз за лучшую режиссёрскую работу, фильм «Сибирь, Монамур»[14].
- Moondance International Film Festival, Боулдер, Колорадо, США[15]:
  - Best Feature Film.
  - Audience Fevorite Feature Film.
- 16th International Film Festival, Ourense, 2011, Оренсе, Галисия, Испания[16]:
  - Grand Prix «Calpurnia» for Best Feature Film.
  - Best Actor Award — Nikolay Kozak.
  - University Jury Award.
  - Audience Award for Best Feature Film.
- IX Московский фестиваль отечественного кино «Московская премьера» 2011, Москва[17]:
  - Гран-при газеты «Московский комсомолец» за фильм «Сибирь. Монамур».
  - Приз Общественного жюри газеты «Московский комсомолец» за лучшую мужскую роль им. Михаила Ульяновa — Петру Зайченко («Сибирь. Монамур»).
- IX Фестиваль «Амурская осень» в Благовещенске[18]:
  - Гран при им. Валерия Приемыхова за лучший фильм — «Сибирь. Монамур».
  - Приз за лучшую режиссёрскую работу — Слава Росс.
  - Приз за лучшую мужскую роль — Николай Козак.
  - Специальный диплом жюри — Мише Процько[19]
- Фестиваль Syracuse International Film Festival, Сиракьюз, штат Нью Йорк, США[20]:
  - Приз за лучшую операторскую работу — Юрий Райский.
  - Приз за лучший монтаж — Игорь Литонинский.
- IV Всероссийский кинофестиваль актеров-режиссёров «Золотой Феникс» в Смоленске[21]:
  - Приз им. Анатолия Папанова — Петру Зайченко, исполнителю главной роли в фильме «Сибирь, Монамур».
  - Специальный диплом — Михаилу Процько, за роль в фильме «Сибирь. Монамур».
- XIV международный фестиваль независимого кино «ДебоширФильм — Чистые грёзы», Санкт-Петербург, 2011:
  - Диплом — «За убедительный образ надежды, воплощенный актерским дуэтом Петром Зайченко и Михаилом Процько»[22].
- V Всероссийский фестиваль духовного кино «Десять заповедей» (24-27 ноября 2011, Тамбов):
  - Приз за лучшую режиссёрскую работу.
  - Диплом за лучшую мужскую роль.
- Кинофестиваль «Московская премьера в Риге» (Латвия):
  - Приз за лучший фильм.
- XVII Международный кинофестиваль фильмов о правах человека «Сталкер»:
  - Приз «Сталкер» за лучший игровой фильм — «Сибирь. Монамур», режиссёр Слава Росс[23].
- VII Международный Сретенский православный кинофестиваль «Встреча», 2012, Калужская область, Обнинск[24]:
  - Приз за лучшую мужскую роль — Пётру Зайченко.
- XXV Торжественная церемония вручения Национальной кинематографической премии премия «Ника» за 2011 год:
  - Кинопремия «Ника» в номинации Открытие года — актёру Мише Процько[25].
- VII Monaco Charity Film Festival (MCFF) в Монако[26]:
  - Приз за лучшую мужскую роль — Николаю Козаку.
  - Приз за лучшую операторскую работу — Юрию Райскому.
  - Honorary Award: Centerpiece screening — Siberia. Monamour (Russia 2011).
- V Чебоксарский международный кинофестиваль[27]:
  - Гран-при «За лучший игровой фильм».
  - Приз «За лучший сценарий» — Славе Россу.
  - Диплом режиссёру.
  - Диплом Мише Процько.
- Х Festival Internacional de Cine de Cuenca (FICC) в Эквадоре[28]:
  - Гран-при «За лучший игровой фильм».
  - Приз за лучшую режиссёрскую работу — Славе Россу.
- Фестиваль Российского кино в Канаде (Toronto Russian Film Festival TRFF-2012):
  - Главный приз — «Бриллиантовый Единорог» — «За мастерство и высокий художественный уровень воплощения на экране идей гуманизма и вечных духовных ценностей»[29].
- IV Профессиональная Премия за лучший продюсерский дебют «СНЯТО!»:
  - Приз в главной номинации «Лучший продюсер» — продюсеру, автору сценария и режиссёру Славе Россу[30].
- 13-й кинофестиваль в Лукании (Италия)[31]:
  - Главный приз (Premio Amaro Lucano) — «Фильм обрисовывает с безупречным владением всеми кинематографическими элементами человеческие желания и чудо неожиданного человеческого контакта».
- 7-й Кипрский международный кинофестиваль, Никосия, Кипр[32]:
  - приз прессы.
- III международный кинофестиваль стран Арктики «Северное сияние», Санкт-Петербург[33]:
  - Гран-при фестиваля,
  - приз за лучший сценарий — Славе Россу,
  - приз за лучшую мужскую роль — Петру Зайченко.
- 60-th The Columbus International Film + Video Festival (CIFVF) (США)[34]:
  - приз «Bronze Plaque».
- 10-й международный кинофестиваль в Тиране[35]:
  - Гран при фестиваля — «За захватывающую элегию, рассказанную в лучших традициях русского кинематографа»,
  - Приз за лучшую операторскую работу «За создание атмосферы, которая привносит особый смысл в эту историю одиночества» — Юрию Райскому.
- The California Film Awards, Сан-Диего, Калифорния, США[36]:
  - приз за лучший иностранный фильм.
- Фестиваль независимого кино The Idyllwild CinemaFest[англ.] (ICF-2013), Idyllwild[англ.], Калифорния, США[37]:
  - приз за лучший иностранный фильм,
  - приз Хуана Руиса Анчиа за лучшую операторскую работу — Юрию Райскому.
  - Поощрительные премии «Tahquitz Award»[38]:

— за лучший художественный фильм;

— лучшему актеру — Михаилу Процько;

— за лучший актерский ансамбль;

— за лучшую режиссуру.
- Международный кинофестиваль «Action On Film» в Монровии, (Калифорния), США[39]: второе место (Runner Up) в номинациях: «Лучший фильм», «Лучший драматический фильм», «Лучший фильм на иностранном языке».
- Sunset Film Festival, Лос-Анджелес, Калифорния, США[40]:
  - Главный приз за лучший художественный фильм.
- III Забайкальский Международный кинофестиваль, Чита[41]
  - Главный приз «Хрустальный шар»
  - Специальный приз жюри «С надеждой и верой в будущее» — Михаилу Процько.
- VI-й Vеждународный правозащитный кинофестиваль «Ступени» (Украина)[42]:
  - Приз за лучший художественный фильм по правам человека.
- 10-й Международный кинофестиваль на Багамах (BIFF), Нассау[43]:
  - Гран при жюри — New Visions award.

Фильм имел две номинации на премию «Золотой орёл» за 2011 год: Лучшая работа художника-постановщика (Григорий Пушкин) и Лучшая работа художника по костюмам (Мария Ртищева).
На Миланском кинофестивале Слава Росс был номинирован на премию MIFF Awards 2011 года за лучшую режиссёрскую работу (Best Directing), а художник-постановщик фильма Григорий Пушкин — за лучшую работу художника (Best Production Design).
Фильм претендовал на премию «Ника» за 2011 год в трёх номинациях: Лучший игровой фильм, Лучшая мужская роль (Пётр Зайченко), Открытие года (Миша Процько; победа).